# Олимпия Майдалкини
Олимпия Майдалкини, известна и като Дона Олимпия (на италиански: Donna Olimpia Maidalchini) е балдъза на папа Инокентий X Памфили (1644 – 1655) и една от най-влиятелните жени в историята на Ватикана.

## Биография
Олимпия е родена във Витербо. Дъщеря е на капитан Сфорца Майдалкини, предприемач и Витория Гуалтерио, аристократка от Орвието и Рим, благородничка от Витербо и внучка на Себастиано Гуалтерио, епископ на Витербо, папски нунций във Франция. Семейството на Олимпия не е заможно, но тя се омъжва за двама заможни мъже. Вторият ѝ брак е с Памфилио Памфили, брат на кардинал Джанбатиста Памфили, бъдещият папа Инокентий X.
След смъртта на Памфилио, тя става енергичен съветник на Иноконтий X. Инокентий дава специални привилегии на сина, племенника и братовчеда на Олимпия – съответно: Камило Франческо Мария Памфили, Франческо Майдалкини и Камило Астали. 
Репутацията, с която се е ползвала Майдалкини, може да бъде видяна в неласкавия бюст на Олимпия, дело на скулптора Алесандро Алгарди (ок. 1650), който сега се намира в галерията Дориа Памфили. Майдалкини е била известна с това, че е ограничавала достъпа до Инокентий X, и го е използвала за свои собствени финансови облаги.
Някои историци описват Инокентий X като човек „изцяло под контрола“ на Майдалкини.
Някои източници дори твърдят, че Олимпия е любовницата на папа Инокентий, обвинение, което се опира и на Vita di Donna Olimpia Maidalchini (1666) на Грегорио Лети  и че е отровила кардинали (с помощта на своя фармацевт), за да отвори допълнителни места за симония (търговия с църковни длъжности).